# 白砂川
白砂川（しらすながわ）は、群馬県吾妻郡の主に中之条町を流れる一級河川であり、利根川水系吾妻川の支川である。

## 地理
群馬県と新潟県の県境に位置する三国山脈中、上ノ倉山の群馬県側斜面に源を発し南へ流れ、途中草津温泉から流れる湯川と合流し、長野原町大字長野原で吾妻川に合流する。
20,946mの流路延長のそのほとんどが吾妻郡中之条町に属し、長野原町の部分は吾妻川との合流地点までのわずか4,000mである。この川の河岸段丘には、重要伝統的建造物群保存地区の六合赤岩がある。

## 水質
白砂川は長い間「須川」と称されてきたが、昭和41年に白砂川に改められた。須川とは酸川の転用であり、その由来は水質が強酸性（途中合流する湯川に由来）であったためである。下流の吾妻川との合流地点付近に架かる橋梁が「須川橋」として名称が残っている。また、その支川である草津川、小雨川と呼ばれることもあった。
かつては、あまりの酸度の強さから「死の川」とまで評された。現在では、湯川が白砂川に合流する手前の地点に、中和工場や品木ダムが建設され水質改善の結果、コンクリート護岸工事さえままならなかった白砂川の水が県営湯川発電所、東京電力松谷発電所に利用されるまでに至った。

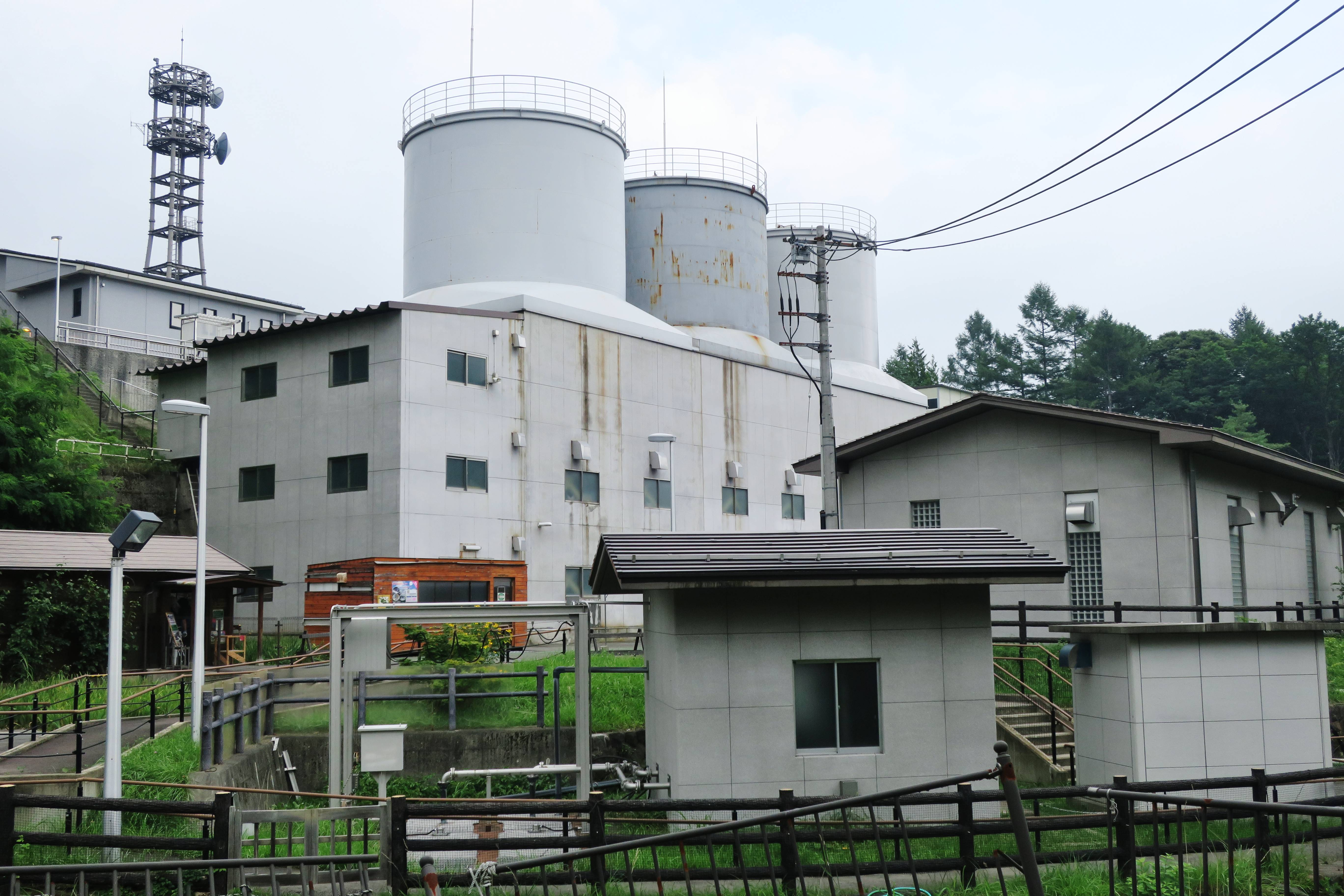
草津中和工場
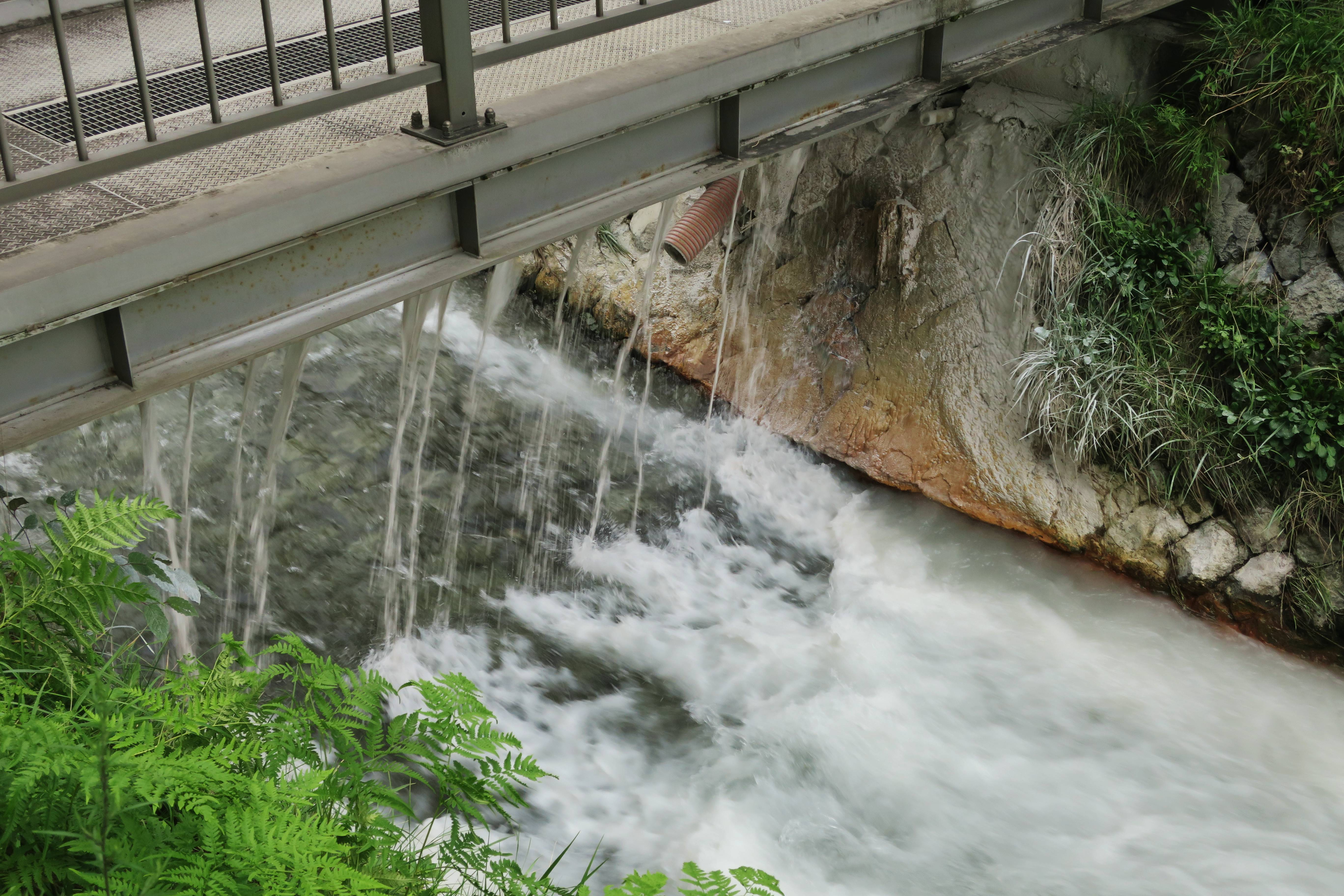
石灰乳液の投入（湯川）
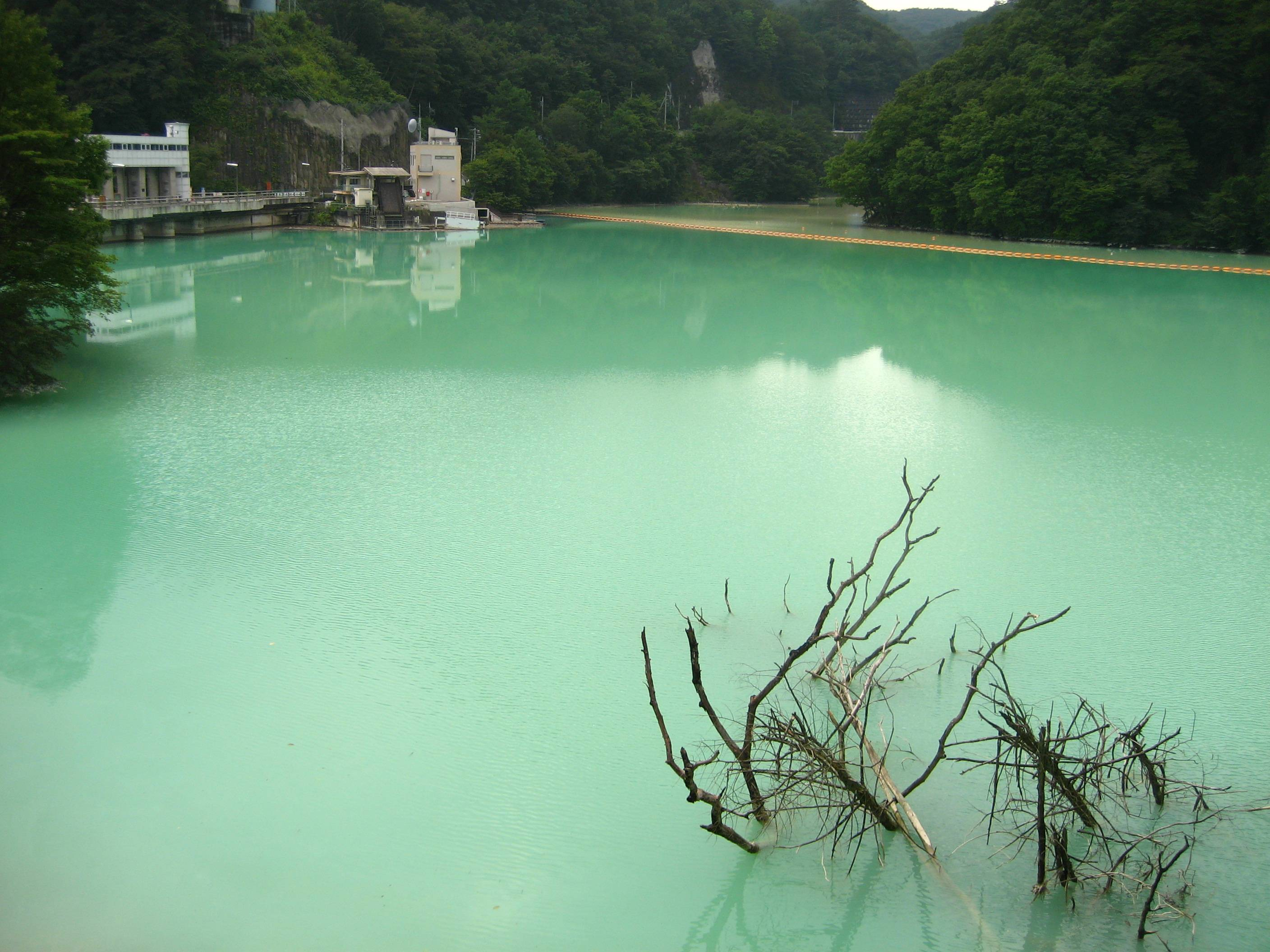
品木ダム（上州湯の湖）

## 橋梁
- 白砂大橋（国道405号）
- 開運橋（群馬県道55号中之条草津線）
- 滝見橋（国道405号）
- 吾嬬橋（群馬県道55号中之条草津線）
- 出立大橋（国道292号）
- 須川橋（国道406号）